# Дружино (Марий Эл)
 Дружино  — деревня в Мари-Турекском районе Республики Марий Эл. Входит в состав Марийского сельского поселения.

## География
Находится в восточной части республики Марий Эл на расстоянии приблизительно 33 км по прямой на юго-восток от районного центра посёлка Мари-Турек.

## История
Основана в XIX веке, названа по фамилии первопоселенца Дружинина Евсея из деревни Озелено Нолинского уезда. В 1876 году в казённом починке Дружино было 25 дворов, 146 жителей, в 1905 44 и 262, в 1923 году 51 и 279. В 1937—1938 годах в Дружино стали приезжать переселенцы из Татарии. В 1946 году было отмечено 28 дворов и 112 жителей. После Великой Отечественной войны русское население начало разъезжаться. В 2000 году оставалось 46 дворов. В советское время работали колхозы «Буревестник», «Коммунар», совхозы имени Кирова и «За мир».

## Население
Население составляло 136 человек (татары 77 %) в 2002 году, 117 в 2010.